# Anna Matuchová
Anna Matuchová (* 3. května 1942) byla slovenská a československá politička a bezpartijní poslankyně Sněmovny lidu Federálního shromáždění za normalizace.

## Biografie
K roku 1976 se profesně uvádí jako účetní v JZD. Ve volbách roku 1976 zasedla do Sněmovny lidu (volební obvod č. 199 - Trebišov, Východoslovenský kraj). Ve Federálním shromáždění setrvala do konce funkčního období, tedy do voleb roku 1981.